# Роналд Џорџ Рејфорд Нориш
Роналд Џорџ Рејфорд Нориш ФРС  (9. новембар 1897 — 7. јун 1978) био је британски хемичар који је 1967. године добио Нобелову награду за хемију 

## Образовање и рани живот
Нориш је рођен у Кембриџу и школовао се у The Perse School и Емануел Колеџу у Кембриџу. Био је бивши ученик Ерика Ридеала.  Од раног детињства био је заинтересован за хемију, шетајући горе-доле хемијском лабораторијом Кембриџ универзитета дивећи се свој опреми. Отац га је подстакао да изгради и опреми малу лабораторију у својој баштенској шупи у својој башти и испоручио му је све хемикалије које су му биле потребне за спровођење експеримената. Овај апарат сада чини део збирки Музеја науке – референтни прикази бакарни резервоар за воду. Учествовао је на такмичењима за анализу смеша које је слао Фармацеутски журнал и често добијао награде. Године 1915. Нориш је добио стипендију Фондације за Емануел колеџ у Кембриџу, али се придружио Краљевској пољској артиљерији и служио као поручник, прво у Ирској, а затим на Западном фронту.

## Каријера и истраживање
Нориш је био заробљеник у Првом светском рату и касније је са тугом коментарисао да многи његови савременици и потенцијални конкуренти на Кембриџу нису преживели рат. Војни подаци показују да је 2. поручник Нориш из Краљевске артиљерије нестао (заробљен) 21.3.1918. Нориш се поново придружио Емануел колеџу као научни сарадник 1925. године и касније постао шеф Одељења за физичку хемију на Универзитету у Кембриџу. Дуги низ година, Одсек за физичку хемију заузимао је леву страну зграде Ленсфилд Роуд са другим (и одвојеним) одељењем за 'хемију' (које је обухватало органску, теоријску и неорганску хемију) које је водио (Лорд) Александар Тод којем се приступа скретањем десно на главном улазу. Оба одељења су имала одвојено административно, техничко и академско особље све док се нису спојила у једно одељење за хемију под вођством Џона Меурига Томаса почетком 1980-их. Нориш је истраживао фотохемију користећи непрекидне изворе светлости (укључујући после рата, рефлекторе).
Вештина коју је Нориш показао у својим лабораторијским проблемима означила га је међу његовим савременицима као необично надареног и енергичног експериментатора, способног да направи значајан напредак у фотохемији и кинетици гаса.

## Награде и почасти
Нориш је изабран за члана Краљевског друштва (ФРС) 1936. године.  Као резултат развоја флеш фотолизе, Нориш је добио Нобелову награду за хемију 1967. заједно са Манфредом Ајгеном и Џорџом Портером за њихово проучавање изузетно брзих хемијских реакција. Једно од његових достигнућа је развој Норишке реакције.
На Кембриџу, Нориш је надгледао Розалинд Френклин, будућу истраживачицу ДНК и колегиницу Џејмса Вотсона и Франсиса Крика, и доживео је сукоб са њом.